# Flughafen Oran Es Sénia

i8
i11
i13
Der Flughafen Oran Es Sénia (französisch Aéroport international d'Oran - Ahmed Ben Bella, arabisch مطار السانية وهران, IATA-Code: ORN, ICAO-Code: DAOO) ist ein algerischer Flughafen und einer von zwei Flughäfen und der einzige zivil genutzte im Umfeld von Oran, einer Stadt mit 1.250.000 Einwohnern, die wegen ihrer Lage am Mittelmeer auch touristische Bedeutung hat. Der nahe dem Örtchen Es Sénia gelegene Flughafen wird das ganze Jahr von verschiedenen Fluglinien angeflogen. Die meisten Ziele betreibt der algerische Flagcarrier Air Algérie. Insgesamt acht Airlines verbinden Oran mit anderen Orten Algeriens sowie Ziele in Südeuropa, Nordafrika sowie zur Haddsch auch Dschidda.

## Zwischenfälle
- Am 26. September 1963 wurde eine Douglas DC-3/C-47A-30-DK der Air France (Luftfahrzeugkennzeichen F-BHKU) auf dem Flughafen Oran irreparabel beschädigt. Über Personenschäden ist nichts bekannt.[1]